# Pseudomys shortridgei
Pseudomys shortridgei is een knaagdier uit het geslacht Pseudomys dat voorkomt in Australië. Hij leeft in sclerophyll bos in het zuidwesten van Victoria, op Kangaroo-eiland en heath en mallee in het zuiden van West-Australië.
Deze dikke muis heeft een dichte vacht, een breed gezicht, een korte bek en kleine, ronde oren. De rug is bruin, de onderkant lichtgrijs. De staart is van boven donkerbruin en van onder wit. De kop-romplengte bedraagt 95 tot 120 mm, de staartlengte 85 tot 100 mm, de achtervoetlengte 25 tot 27 mm, de oorlengte 14 tot 16 mm en het gewicht 55 tot 90 gram. Vrouwtjes hebben 0+2=4 spenen.
Deze muis is niet agressief als hij wordt opgepakt. Hij is deels overdag actief en slaapt in een nest of een klein hol. Als hij eraan kan komen eet hij zaden en bloemen, maar anders gras en schimmels. De jongen worden in de zomer, tussen november en januari, geboren. Per jaar kunnen vrouwtjes één of twee nesten van twee tot drie jongen laten opgroeien.
Pseudomys albocinereus · 
Pseudomys apodemoides · 
Pseudomys auritus† · 
Pseudomys australis · 
Pseudomys bolami · 
Pseudomys calabyi · 
Pseudomys chapmani · 
Pseudomys delicatulus · 
Pseudomys desertor · 
Pseudomys fumeus · 
Pseudomys glaucus · 
Pseudomys gouldii · 
Pseudomys gracilicaudatus · 
Pseudomys hermannsburgensis · 
Pseudomys higginsi · 
Pseudomys johnsoni · 
Pseudomys mimulus · 
Pseudomys nanus · 
Pseudomys novaehollandiae · 
Pseudomys occidentalis · 
Pseudomys oralis · 
Pseudomys patrius · 
Pseudomys pilbarensis · 
Pseudomys pilligaensis · 
Pseudomys shortridgei · 
Pseudomys vandycki†